# Omen (canción de The Prodigy)
«Omen» es el decimonoveno sencillo lanzado por la banda británica de música electrónica The Prodigy. Fue lanzado el 16 de febrero de 2009, y es el primer sencillo comercial del álbum Invaders Must Die.
El lanzamiento se anunció el 9 de enero en un boletín enviado a los fans. El sencillo está acompañado por un video que presenta imágenes en vivo de la banda. Se tocó por primera vez en Radio 1 el 12 de enero. El sencillo fue coproducido por el cantante James Rushent, y presenta un remix del grupo neerlandés de drum and bass Noisia. La pista fue el décimo éxito entre los diez primeros de The Prodigy en la lista de sencillos del Reino Unido. El sencillo no recibió un lanzamiento físico fuera de Europa. La canción ganó el premio Kerrang! al «Mejor sencillo». Llegó al número 68 en Triple J Hottest 100 de 2009: la quinta pista de la banda en figurar en la cuenta regresiva anual, después de «Voodoo People» en 1994, «Breathe» y «Firestarter» en 1996, y «Funky Shit» en 1997. La canción forma parte de la banda sonora de la película Kick-Ass.

## Video musical
El video musical oficial se subió a YouTube el 19 de enero de 2009. El video muestra a The Prodigy actuando en un rave, intercalado con clips de una chica misteriosa tocando un glockenspiel.

## Desempeño en listas
En su segunda semana en las listas, el sencillo avanzó en las listas para entrar entre los cinco primeros, en el número cuatro, que lo convierte en su sencillo con las listas más altas desde que «Breathe» alcanzó el número uno en 1996.

## Lista de canciones
| Sencillo CD |                       |          |  |
| N.º         | Título                | Duración |  |
| 1.          | «Omen» (edit)         | 3:14     |  |
| 2.          | «Omen» (Noisia remix) | 6:18     |  |
| 3.          | «Omen» (instrumental) | 3:36     |  |

| Vinilo 12" |                                            |          |  |
| N.º        | Título                                     | Duración |  |
| 1.         | «Omen» (Noisia remix)                      | 6:18     |  |
| 2.         | «Invaders Must Die» (Chase & Status remix) | 5:09     |  |

| Descarga digital |                                         |          |  |
| N.º              | Título                                  | Duración |  |
| 1.               | «Omen» (edit)                           | 3:14     |  |
| 2.               | «Omen» (Hervé's End of the World remix) | 5:22     |  |
| 3.               | «Omen» (Noisia remix)                   | 6:18     |  |
| 4.               | «Omen» (extended mix)                   | 3:41     |  |
| 5.               | «Omen» (instrumental)                   | 3:36     |  |

## Posicionamiento en listas

### Semanales
| Lista (2009)                                | Mejor posición |
| ------------------------------------------- | -------------- |
| Australia (ARIA)                            | 83             |
| Austria (Ö3 Austria Top 40)                 | 22             |
| Bélgica (Flandes) (Ultratip Bubbling Under) | 16             |
| Francia (SNEP)                              | 61             |
| Alemania (Offizielle Deutsche Charts)       | 28             |
| Irlanda (IRMA)                              | 28             |
| Países Bajos (Mega Single Top 100)          | 75             |
| Suiza (Schweizer Hitparade)                 | 40             |
| Reino Unido (UK Singles Chart)              | 4              |
| Reino Unido (UK Dance Chart)                | 1              |

Nota: En Alemania la canción fue acreditada como «O».

### Fin de año
| Lista (2009)     | Posición |
| ---------------- | -------- |
| UK Singles (OCC) | 71       |

## Otras versiones
También fue lanzado como sencillo por la banda japonesa de metalcore Crossfaith, y esta versión se incluyó en la versión japonesa de Punk Goes Pop 3.